# David Graham (golfer)
Anthony David Graham (Windsor, 23 mei 1946) uit Australië is een voormalig  professioneel golfer.
Graham werd op zestienjarige leeftijd professional en speelde vooral in de Verenigde Staten. Sinds zijn 50e speelde hij op de Senior PGA Tour, die tegenwoordig de Champions Tour wordt genoemd. Hij behaalde overwinningen op zes verschillende continenten, net als bijvoorbeeld Gary Player.
Graham speelde in de beginperiode van de Europese Tour (ET) enkele toernooien in Europa en won in 1981 en 1982 de Trophée Lancôme. In 1976 versloeg Gaham bij het Piccadilly WK Matchplay op Wentworth de titelverdediger Hale Irwin. Op het Brits Open in 1985 werd hij derde.
Graham won twee Majors, het 1979 PGA Championship op  Oakland Hills bij Detroit na een play-off over drie holes tegen Ben Crenshaw en het 1981 US Open in Merion bij Philadelphia. Eind 1981 stond hij op de 7de plaats van de wereldranglijst.
Graham won de World Cup in 1970, spelend met Bruce Devlin, en speelde in de Alfred Dunhill Cup in 1985 en 1986. 
In 1996 zou hij aanvoerder worden van het team dat de Presidents Cup zou spelen. Op het laatste moment werd Peter Thomson tot captain benoemd. Het team van de Verenigde Staten werd dat jaar verslagen.
Op 27 juni 2004 zakte Graham in elkaar op de 8ste green tijdens de laatste ronde van het Bank of America Kampioenschap van de Champions Tour. Hij bleek een hartkwaal te hebben, hetgeen het einde betekende van zijn golfcarrière.

## Gewonnen

#### Amerikaanse PGA Tour
- 1972: Cleveland Open na play-off tegen Bruce Devlin
- 1976: American Express Westchester Classic, American Golf Classic
- 1979: PGA Championship
- 1980: Memorial Tournament
- 1981: Phoenix Open, US Open
- 1983: Houston Coca-Cola Open

#### Australië
- 1967: Queensland PGA
- 1970: Tasmanian Open, Victorian Open
- 1975: Wills Masters
- 1977: Australian Open
- 1979: Westlakes Classic
- 1985: Queensland Open
- 1987: Queensland Open

#### Elders
- 1970: Thailand Open, French Open
- 1971: Caracas Open, JAL Open
- 1976: Chunichi Crowns, Piccadilly World Match Play Championship
- 1977: South African PGA Championship
- 1978: Mexico Cup
- 1980: Mexican Open, Rolex Japan, Brazilian Classic
- 1981: Trophée Lancôme (ET)
- 1982: Trophée Lancôme (ET)
- 1994: Australian Skins

#### Champions Tour
- 1997: GTE Classic, Southwestern Bell Dominion, Comfort Classic
- 1998: Royal Caribbean Classic
- 1999: Raley's Gold Rush Classic

## Teams
- World Cup: 1970 (winnaars, met Bruce Devlin)
- Alfred Dunhill Cup: 1985 (met Graham Marsh en Greg Norman) en 1986 (met Rodger Davis en Greg Norman)

## Baanontwerper
Omdat hij al op 58-jarige leeftijd moest stoppen met spelen, heeft hij zich toegelegd op het ontwerpen van banen en het schieten van kleiduiven. Hij ontwierp o.a. de volgende banen:
- Grandover Resort (Oost-baan) in Greensboro
- The Golf Club at Chaparral Pines in Payson
- Tonto Verde Golf Club (Peaks baan) in Rio Verde
- The Raven Golf Club in South Mountain, Arizona.
- South Mountain Golf Club, openbare baan in Draper
- Grandover Resort (West-baan) in Greensboro

## Boek
In 1990 publiceerde Graham zijn boek: Mental Toughness Training for Golf, samen met Guy Yocom.